# لور دنفرد (باركشير)
لور دنفرد (بالإنجليزية: Lower Denford)‏ هي قرية تقع في المملكة المتحدة في جنوب شرق إنجلترا.